# Albina Grčić
Albina Grčić (* 6. Februar 1999 in Split), besser bekannt unter ihrem Vornamen Albina, ist eine kroatische Sängerin, die ihr Land beim Eurovision Song Contest 2021 in Rotterdam mit ihrem Lied Tick-Tock vertrat.

## Leben und Karriere
Grčić studiert an der Philosophischen Fakultät der Universität Split Englisch, Literatur und Geschichte. Sie lebt bei ihrer Großmutter, die sie seit ihrer Kindheit unterstützt. Sie nahm sechs Jahre lang Klavierunterricht an einer Musikschule und begann als Achtjährige bei den „Music Talents“, einem musikpädagogischen Projekt für Kinder, Jugendliche und Erwachsene, mitzumachen. Dabei entdeckte sie ihre Liebe zur Musik.
Nachdem sie den dritten Platz in der dritten Staffel der kroatischen Variante von The Voice erreicht hatte, begann sie eine Musikkarriere. Sie erhielt einen Plattenvertrag von Universal Music und veröffentlichte ihre erste Single Imuna na strah im Herbst 2020.
Im Dezember 2020 wurde bekannt, dass sie eine der 14 Teilnehmer beim kroatischen Musikfestival Dora sein werde. Am 13. Februar 2021 gewann sie den kroatischen Vorentscheid für den Eurovision Song Contest mit ihrem Lied Tick-Tock – sie erhielt sowohl von der Jury als auch im Televoting die meisten Stimmen. Beim Eurovision Song Contest schied sie im ersten Halbfinale am 18. Mai 2021 aus.

## Diskografie
Singles
- 2020: Imuna na strah
- 2021: Tick-Tock
- 2021: La La Love
- 2021: Plači mila
- 2022: Noću